# 소피 마르소
소피 마르소(프랑스어: Sophie Marceau, 본명은 소피 다니엘 실비 모퓌(프랑스어: Sophie Danièle Sylvie Maupu), 1966년 11월 17일 ~ )는 프랑스의 배우이다.
영화 데뷔작인 《라붐》(1980)과 후속작인 《라붐 2》(1982)로 유명하다. 이후 《브레이브 하트》 (1995)와 007 시리즈인 《언리미티드》 (1999)의 본드걸로 출연하였다.

## 생애
프랑스 파리에서 어머니 시몬 모리세와 트럭 운전수인 아버지 브누아 모퓌 사이의 장녀로 태어났다. 9살 때 부모님이 이혼했다.
1980년 2월, 마르소와 그녀의 어머니는 10대 모델을 찾는 에이전시 소식을 접했다. 마르소는 자신의 사진을 에이전시에게 보내지만 큰 기대는 하지 않았다. 한편 클로드 피노토 감독(2012년 10월 5일 타계)의 영화 《라붐》(1980년)의 섭외 감독이었던 프랑소와즈 메니 드 레이는 모델 에이전시에게 프로젝트에 출연할 10대 주인공을 추천해 줄 것을 요청하였다. 영화 촬영을 시작한 후 프랑스의 영화사인 고몽의 사장인 알란 프와레는 즉시 마르소와 장기 계약을 맺었다. 《라붐》은 프랑스에서 450만 명의 관객을 동원하였으며, 유럽 각지는 물론 대한민국에서도 큰 인기를 끌며 놀라운 성과를 거두었다. 하지만 《라붐》의 경우 대한민국에는 TV 및 비디오 판권만 있고 정작 영화 판권이 없어서 스크린에서는 개봉하지 않았기 때문에, 33년이 지나고 클로드 피노토 감독이 타계하고 1년 후인 2013년이 되어서야 고몽으로부터 영화 판권을 확보하여 디지털로 리마스터링한 후 스크린에 걸리게 되었다. 따라서 엄연히 말하자면 재개봉은 아니다.

## 작품 목록
- 1980년 《라붐》 - 빅 역
- 1982년 《라붐 2》 - 빅 베레통 역
- 1984년 《사강의 요새》
- 1984년 《나이스 줄리》
- 1985년 《폴리스》
- 1985년 《성난 사랑》
- 1986년 《지옥에 빠진 육체》 (Descente aux enfers)
- 1988년 《유 콜 잇 러브》
- 1988년 《혁명가의 연인》
- 1989년 《나의 밤은 당신의 낮보다 아름답다》
- 1991년 《샤샤를 위하여》
- 1991년 《쇼팽의 푸른노트》 (La note bleue)
- 1993년 《팡팡》 (Fanfan)
- 1994년 《달타냥의 딸》 - 엘로이즈 다르타노바 역
- 1995년 《브레이브 하트》 - 이사벨라 공주 역
- 1995년 《구름 저편에》
- 1997년 《안나 카레니나》
- 1997년 《파이어라이트》
- 1999년 《로스트 & 파운드》
- 1999년 《한여름밤의 꿈》 - 히폴리아 역
- 1999년 《007 언리미티드》 - 일렉트라 킹 역
- 2000년 《피델리티》
- 2001년 《벨파고》
- 2002년 《사랑한다고 말해줘》 (Parlez-moi d'amour) - 연출, 각본 (미출연)
- 2003년 《알렉스 & 엠마》
- 2005년 《안소니 짐머》
- 2007년 《트리비알》 (La Disparue de Deauville) - 연출, 공동 각본 겸임
- 2008년 《피메일 에이전트》
- 2008년 《비밀일기》
- 2008년 《체인징 사이드: 부부탐구생활》
- 2009년 《돌아보지마》
- 2010년 《디어 미》 (L'Âge de raison)
- 2012년 《해피니스 네버 컴즈 얼론》
- 2013년 《어레스트 미》
- 2014년 《어떤 만남》
- 2014년 《섹스 러브 앤 테라피》
- 2015년 《뷰티풀 레이디스》 (La taularde)
- 2018년 《Mme Mills, une voisine si parfaite》 - 연출, 각본 겸임
- 2021년 《다 잘된 거야》

## 그 밖의 활동
1981년에 프랑수아 발레리(프랑스어: François Valéry)와 듀엣으로《Dream in Blue》를 노래한 싱글 음반을 냈고, 1985년에는 9곡이 수록된 《Certitude》앨범을 발표하였다. 또한, 1996년에는 반자전적으로 기술된 소설 《거짓말하는 여자》(Menteuse)를 집필하였다.